# Евангелическая церковь Республики Нигер
Евангелическая церковь Республики Нигер (фр. Eglise évangélique de la République du Niger)— христианская протестантская организация в Нигере.
Церковь была основана в 1961 году, является членом Всемирного сообщества реформатских церквей, партнёрствует с реформатской церковью в Америке.

## История
В 1924 году в Нигере начала свою работу Внутренняя миссия Судана . В результате по всей стране было основано несколько церквей. В 1961 году церкви, возникшие в результате миссии, объединились и образовали «Евангелическую церковь Республики Нигер».
В 1991 году группа церквей отделилась и образовала новую деноминацию, названную «Союзом протестантских и евангелических церквей Нигера». Начиная с 1990-х годов церковь сообщала о различных преследованиях на религиозной почве. В 1998 году исламские протестующие напали на церковь в Маради.
В 2015 году террористический акт в Charlie Hebdo имел последствия в Нигере: несколько церквей были сожжены. В результате церковь потеряла 5 храмов, 2 пастырских дома, а 6 членов были убиты протестующими.
В 2017 году дочь пастора конфессии была похищена членами Боко Харам.

## Структура
В 2019 году в деноминации насчитывалось около 12 000 членов, что делало ее крупнейшей и старейшей протестантской конфессией в стране.
Президентом церкви является Салей Анаруа.

## Доктрина
Деноминация придерживается Апостольского Символа веры и разрешает рукоположение женщин.